# مینستر (اوهایو)
مینستر (به انگلیسی: Minster) یک روستا در ایالات متحده آمریکا است که در Auglaize County واقع شده‌است. مینستر ۵٫۰۰ کیلومتر مربع مساحت و ۲٬۸۰۵ نفر جمعیت دارد و ۲۹۴ متر بالاتر از سطح دریا واقع شده‌است.